# 第49回国民体育大会
第49回国民体育大会（だい49かいこくみんたいいくたいかい）は、1994年に開催された国民体育大会である。冬季大会（スケート・アイスホッケー競技）のテーマは「上州国体」、冬季大会（スキー競技）のテーマは「みやぎ鳴子国体」、夏季・秋季大会のテーマは「わかしゃち国体」、スローガンは「いい汗キャッチ！　生き生き愛知」、大会マスコットは「シャッチー」。愛知県での国体開催は第5回大会（1950年）以来2度目になる。この大会から開会式での入場行進の参加人数を制限するようになった。
同時に行われた全国身体障害者スポーツ大会は、ゆめぴっく愛知と呼ばれた。

## 大会概要
| 季    | 期間                     | 開催地                 | 競技数 | 参加者数 |
| ----- | ------------------------ | ---------------------- | ------ | -------- |
| 冬    | 1994年1月26日 - 1月29日  | 群馬県前橋市・伊香保町 | 2      | 2,221    |
| 冬    | 1994年2月15日 - 2月18日  | 宮城県鳴子町           | 2      | 2,205    |
| 夏    | 1994年9月3日 - 9月6日    | 愛知県（7市町村）      | 5      | 5,191    |
| 秋    | 1994年10月29日 - 11月3日 | 愛知県                 | 33     | 20,451   |
| 合 計 | 合 計                    | 合 計                  | 42     | 30,068   |

## 冬季大会

### スケート競技会・アイスホッケー競技会
第49回国民体育大会冬季大会スケート競技会・アイスホッケー競技会は、1月26日から1月29日を会期として群馬県伊香保町 (現渋川市)、前橋市で開催された。テーマは「上州国体」。スローガンは「その瞬間(とき)　君は風になる」。

#### 実施競技・会場一覧
| 競技名                 | 競技名                 | 競技名 | 会場地              | 会場                                 |
| ---------------------- | ---------------------- | ------ | ------------------- | ------------------------------------ |
| スケート               | スピード（詳細）       |        | 伊香保町 (現渋川市) | 伊香保ハイランドスケートセンター     |
| スケート               | フィギュア（詳細）     |        | 前橋市              | 群馬県総合体育センター屋内スケート場 |
| アイスホッケー（詳細） | アイスホッケー（詳細） |        | 伊香保町 (現渋川市) | 伊香保ハイランドスケートセンター     |

### スキー競技会
第49回国民体育大会冬季大会スキー競技会は、2月15日から2月18日を会期として宮城県鳴子町 (現大崎市)で開催された。テーマは「みやぎ鳴子国体」。スローガンは「白銀に　　あふれる友情　　光る技」。

## 夏季大会

### 実施競技・会場一覧
- 水泳
- 漕艇
- ヨット
- カヌー
- ボウリング

### 漕艇競技の日程延期
夏季大会で予定されていた漕艇競技は、会場の東郷湖が愛知県地方の異常渇水による減水で使用できず、10月22日から25日までに延期された。

## 秋季大会

### 実施競技・会場一覧
- 陸上競技
- サッカー
- スキー
- テニス
- ホッケー
- ボクシング
- バレーボール
- 体操
- バスケットボール
- スケート
- アイスホッケー
- レスリング
- ウェイトリフティング
- ハンドボール
- 自転車競技
- ソフトテニス
- 卓球
- 軟式野球
- 相撲
- 馬術
- フェンシング
- 柔道
- ソフトボール
- バドミントン
- 弓道
- ライフル射撃
- 剣道
- ラグビー
- クレー射撃
- 高校野球（公開競技）
- 山岳競技
- アーチェリー
- 空手道
- 銃剣道
- なぎなた

## 会場
- 瑞穂公園陸上競技場 - 開会式及び陸上競技。第5回大会でもメイン会場として使用された。
- 大府市民体育館 - バドミントン
- 豊明市福祉体育館 - インディアカ
- レインボーホール（名古屋市南区） - 体操競技
- レインボープール（名古屋市南区） - 水泳（競泳、飛込、シンクロ）
- 愛知県口論義運動公園屋内温水プール（愛知郡日進町） - 水泳（水球）
- 矢作川カヌー競技場（東加茂郡旭町小原村） - カヌー（スラローム、ワイルドウォーター）
- 三好池カヌー競技場（西加茂郡三好町） - カヌー（レーシング）
- 豊田市体育館 - ハンドボール
- 豊田市運動公園陸上競技場、球技場 - ラグビー
- 瑞穂公園野球場など - 高校野球（硬式）
- 名古屋市枇杷島スポーツセンターなど - バレーボール
- 名古屋市港サッカー場 - サッカー
- 名古屋市東山公園テニスセンター - 硬式テニス
- 名古屋市庄内緑地陸上競技場 - ホッケー
- 名古屋市緑スポーツセンターなど - バスケットボール
- 星ヶ丘ボウル（名古屋市千種区） - ボウリング
- 海陽ヨットハーバー（蒲郡市） - ヨット競技
- 愛知池漕艇場（愛知郡東郷町） - ボート競技
- 愛知県体育館（名古屋市中区） - 卓球
- 愛知県武道館 - 柔道
- 西尾市総合体育館 - 剣道
- 津島市錬成館 - 弓道
- 知多市民体育館 - フェンシング
- 豊橋市民球場など - 軟式野球
- 扶桑町総合グラウンド - ソフトボール（成年2部）

## 総合成績

### 天皇杯
- 1位 - 愛知県
- 2位 - 東京都
- 3位 - 大阪府

### 皇后杯
- 1位 - 愛知県
- 2位 - 東京都
- 3位 - 福岡県